# Warlaing
Warlaing (Aussprache [waʁˈlɛ̃]) ist eine französische Gemeinde mit 599 Einwohnern (Stand 1. Januar 2022) im Département Nord in der Region Hauts-de-France. Sie gehört zum Arrondissement Douai und ist Mitglied im Gemeindeverband Communauté d’agglomération Cœur d’Ostrevent. Die Einwohner werden Warlingeois und Warlingeoises genannt.

## Geographie
Die Gemeinde Warlaing liegt im Regionalen Naturpark Scarpe-Schelde, etwa 18 Kilometer ostnordöstlich von Douai an der kanalisierten Scarpe, im Norden verläuft der Canal du Décours.
Nachbargemeinden von Warlaing sind Tilloy-lez-Marchiennes im Norden, Hasnon im Osten, Hélesmes im Südosten, Wandignies-Hamage im Süden und Marchiennes im Westen.

## Bevölkerungsentwicklung
| Jahr      | 1962 | 1968 | 1975 | 1982 | 1990 | 1999 | 2006 | 2012 | 2021 |
| Einwohner | 431  | 359  | 352  | 340  | 381  | 461  | 549  | 542  | 594  |

## Sehenswürdigkeiten
- Kirche Mariä Himmelfahrt
- Burgruine Warlaing
- Klappbrücke über die Scarpe

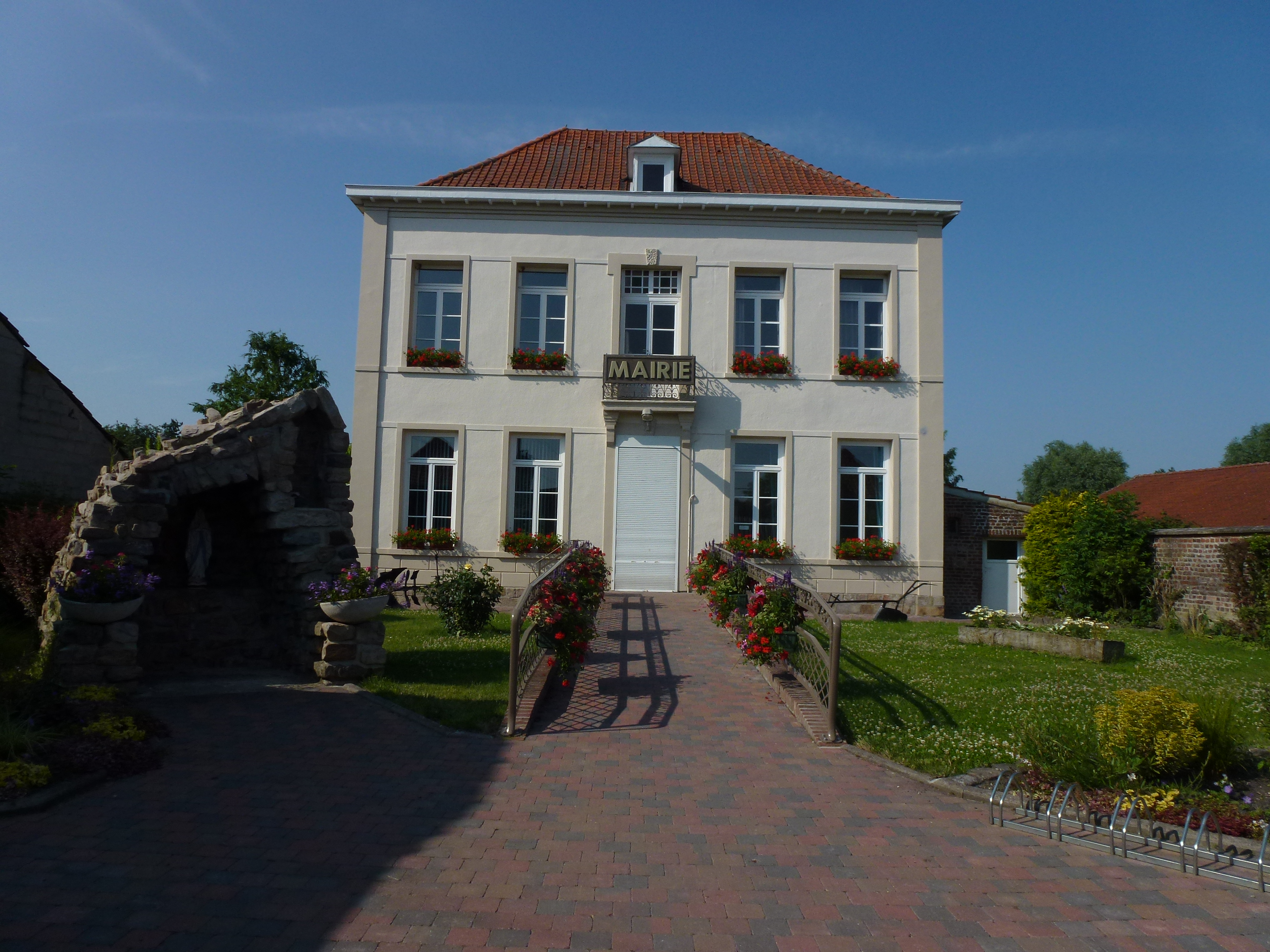
Rathaus (Mairie) in Warlaing
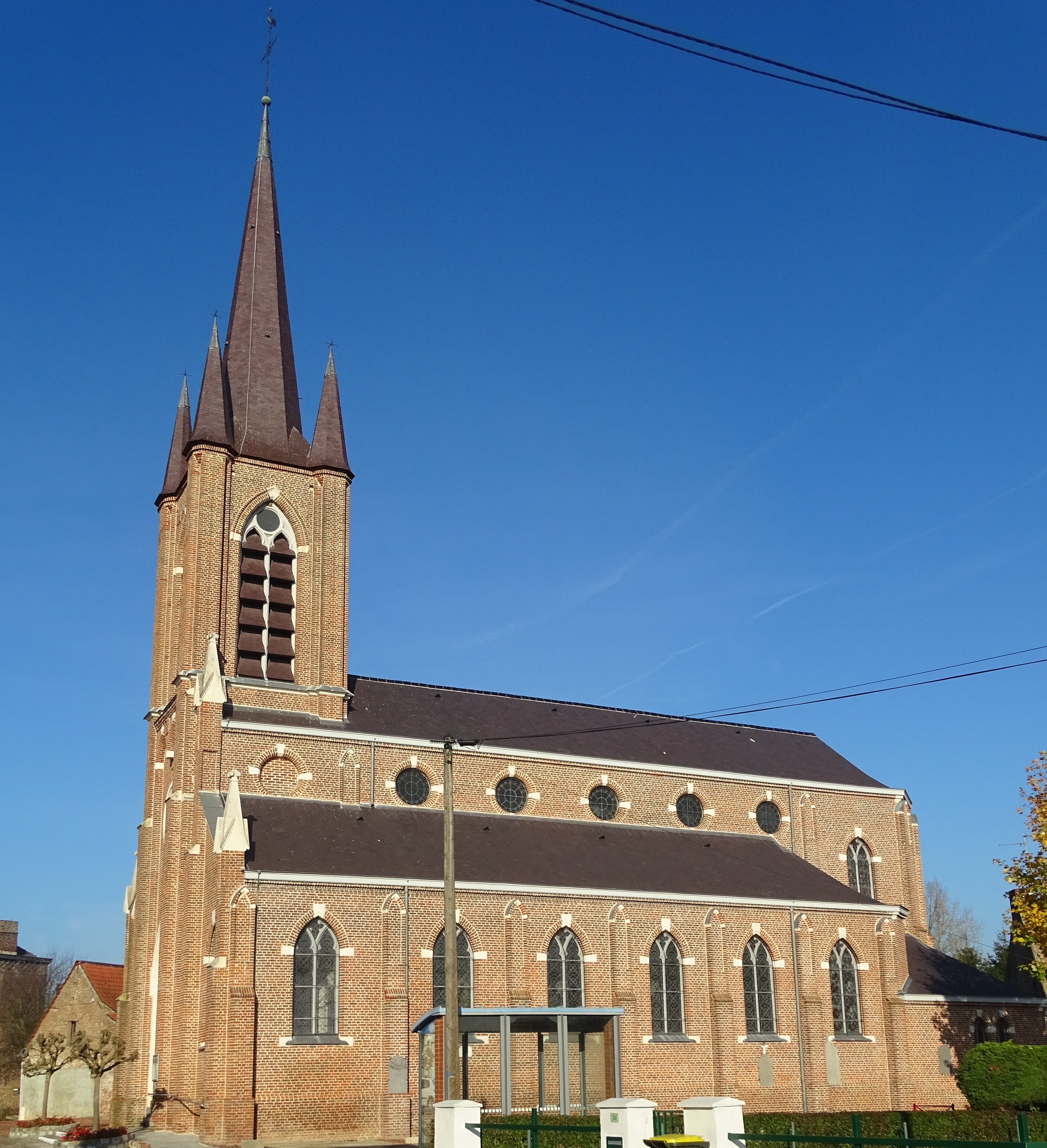
Notre-Dame-de-l'Assomption
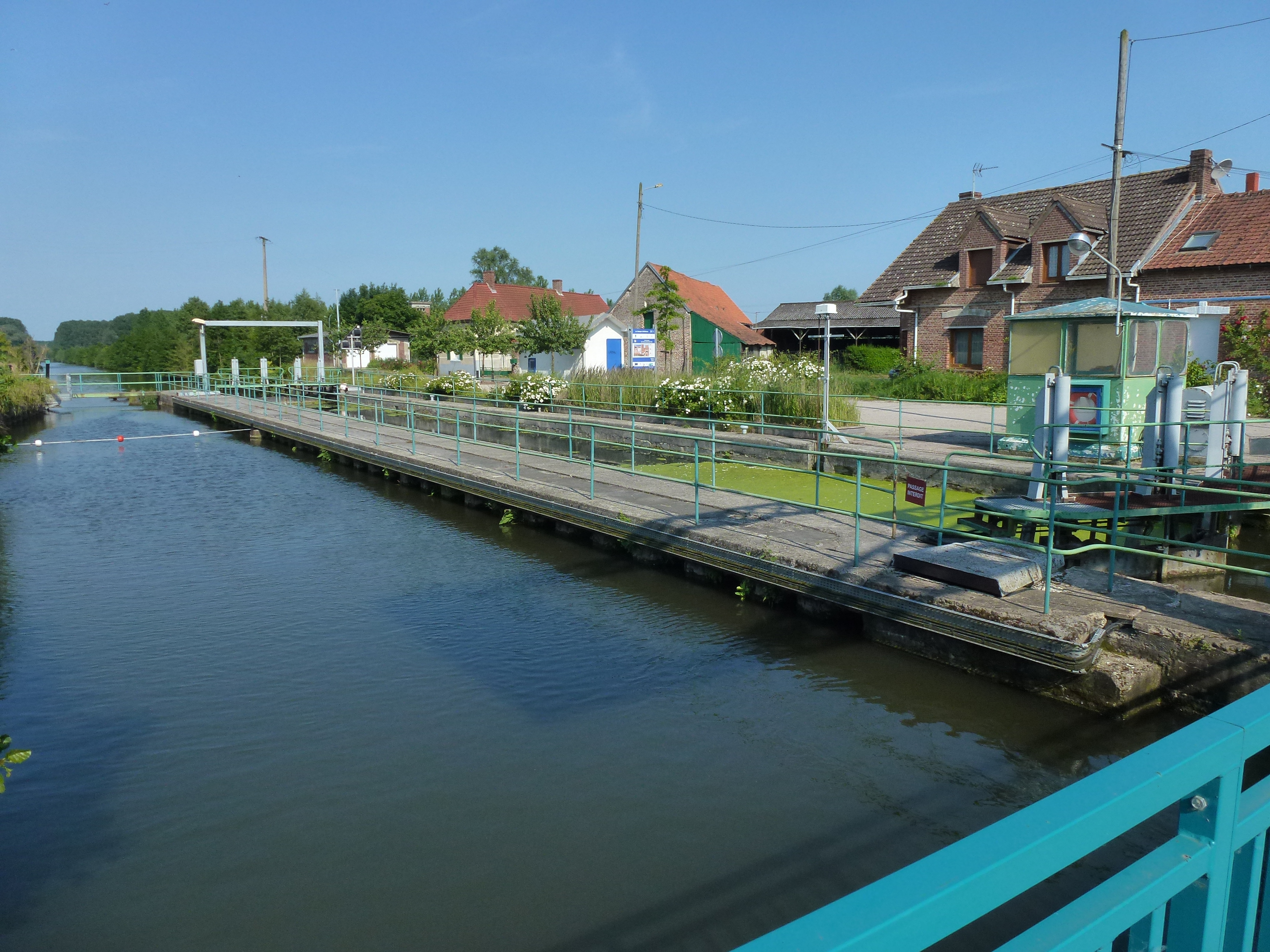
Schleuse an der Sarpe
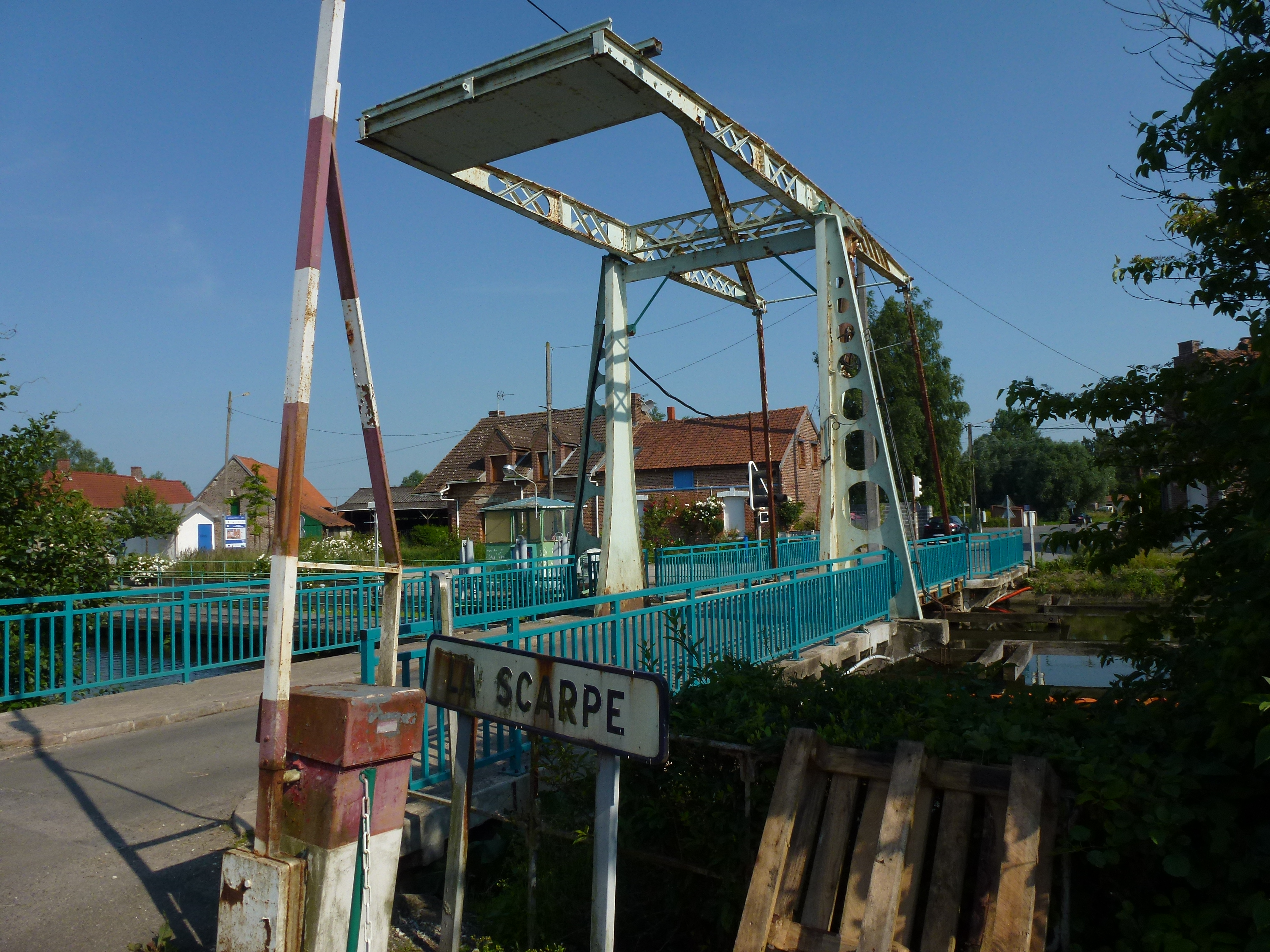
Klappbrücke